# Северный (Багратионовский район)
Северный — посёлок в Багратионовском районе Калининградской области. Входит в состав Нивенского сельского поселения.

## Население
| 2002 | 2010  |
| ---- | ----- |
| 995  | ↗1067 |

## История
Населенный пункт Маринхёх был основан около 1840 года. В 1910 году в Маринхёхе проживало 48 человек.
В 1946 году Маринхёх был переименован в поселок Северный.